# L'Employée du mois
L'Employée du mois is een Belgische zwarte komediefilm uit 2022, geregisseerd en mede geschreven door Véronique Jadin in haar speelfilmdebuut.

## Verhaal
De 45-jarige Inès wordt gezien als een modelwerknemer in haar baan als verkoopster van schoonmaakproducten, maar ze wordt niet erkend en ook niet correct betaald. Op een dag besluit ze Patrick, haar baas, om zijn eerste loonsverhoging te vragen. Maar de situatie loopt uit de hand en wanneer de jonge stagiaire Mélody probeert in te grijpen, gebeurt er een ongeval met Patrick. Vermits het lijkt op een misdaad, besluit Inès te doen waar ze het beste in is, namelijk schoonmaken.

## Rolverdeling
| Acteur              | Personage       |
| ------------------- | --------------- |
| Jasmina Douieb      | Inès            |
| Peter Van den Begin | Patrick         |
| Philippe Résimont   | Inspecteur Boss |
| Laetitia Mampaka    | Mélody          |
| Alex Vizorek        | Nico            |
| Laurence Bibot      | Anna Nilsson    |
| Achille Ridolfi     | Jean-Paul       |
| Christophe Bourdon  | Jean-Pierre     |

## Productie
De filmopnames gingen in oktober 2020 door in een verlaten kantoorgebouw in Brussel en de film wordt geproduceerd door Sébastien Schelenz voor Velvet Films.

## Release en ontvangst
L'Employée du mois ging op 11 juni 2022 in wereldpremière op het Tribeca Film Festival. De film haalde onder andere de 'Prijs voor beste acteurprestatie" (Jasmina Douieb) en "Juryrijs van de Provincie Luik" op het Festival international de la comédie de Liège 2022 en de prijs voor beste actrice (Jasmina Douieb) op het Screamfest Horror Film Festival 2022 in de VS. De film kreeg op de 13e Magritte du cinéma-uitreiking drie nominaties voor de Magrittes du cinéma.
De film kreeg gemengde kritieken van de filmcritici, met een score van 77% op Rotten Tomatoes, gebaseerd op 13 beoordelingen.

## Prijzen en nominaties
De belangrijkste:
| Jaar | Prijs                                         | Categorie                      | Genomineerde(n)     | Uitslag     |
| ---- | --------------------------------------------- | ------------------------------ | ------------------- | ----------- |
| 2024 | Magritte du cinéma                            | Beste acteur in een bijrol     | Philippe Résimont   | Genomineerd |
| 2024 | Magritte du cinéma                            | Beste acteur in een bijrol     | Peter Van den Begin | Genomineerd |
| 2024 | Magritte du cinéma                            | Beste jong vrouwelijk talent   | Laetitia Mampaka    | Genomineerd |
| 2022 | Festival international de la comédie de Liège | Beste acteurprestatie          | Jasmina Douieb      | Gewonnen    |
| 2022 | Festival international de la comédie de Liège | Juryrijs van de Provincie Luik | Véronique Jadin     | Gewonnen    |
| 2022 | Screamfest Horror Film Festival               | Beste actrice                  | Jasmina Douieb      | Gewonnen    |